# Megalocottus platycephalus platycephalus
Megalocottus platycephalus platycephalus is een ondersoort van de straalvinnige vissen uit de familie van de donderpadden (Cottidae). De wetenschappelijke naam van de soort is voor het eerst geldig gepubliceerd in 1814 door Pallas.